# Mettauertal
Mettauertal är en kommun i distriktet Laufenburg i kantonen Aargau, Schweiz. Kommunen har 2 158 invånare (2023).
Den 1 januari 2010 slogs de tidigare kommunerna Hottwil, Etzgen, Mettau, Oberhofen och Wil samman till den nya kommunen Mettauertal.